# Oleg Tabakov
Pour les articles homonymes, voir Tabakov.
Oleg Pavlovitch Tabakov (en russe : Олег Павлович Табаков) est un metteur en scène et un acteur soviétique puis russe, né le 17 août 1935 à Saratov, en RSFS de Russie (Union soviétique) et mort le 12 mars 2018 à Moscou (Russie),,,.
Son rôle dans la découverte de nouveaux talents en Russie et le renouveau de la mise en scène qu'il expérimenta dans son théâtre Tabakerka de Moscou en font une des personnalités les plus marquantes du théâtre russe contemporain et une figure célébrée dans d'autres pays d'Europe.

## Biographie
Fils de médecin, Oleg Tabakov voit le jour à Saratov, dans le sud-est de la Russie d'Europe. En 1950-1953, il fait partie d'un club théâtral amateur, la Jeune Garde. En 1953, il entre à l'école-studio du MkhAt (dépendance du Théâtre d'art de Moscou) dans la classe de Vassili Toporkov et en devient l'un des meilleurs élèves. Alors qu'il est en troisième année, sous la direction de Mikhail Schweitzer, il tourne dans son premier film Sacha arrive dans la vie adapté du livre de Vladimir Tendriakov.
En 1957, Oleg Efremov fonde, avec le soutien de l'école-studio du MkhAT, le théâtre Sovremennik (contemporain), auquel il associe de jeunes acteurs, dont Tabakov,. L'esprit était celui de Nemirovitch-Dantchenko et de Stanislavski en considérant que le théâtre était le reflet de la vie humaine avec toute son âme, ici et maintenant.
De 1957 à 1983, Tabakov est l'un des artistes majeurs du Sovremennik et il fait plusieurs tournées en Europe. En 1967 il interprète brillamment le rôle de Nicolas Rostov dans Guerre et Paix de Sergueï Bondartchouk. À partir de 1970, il en est le directeur, tandis qu'Oleg Efremov devient le directeur artistique du MkhAT. En 1973, il ouvre un cours pour de jeunes acteurs et trois ans plus tard, avec l'appui du GITIS, permet à de jeunes talents de s'exprimer ; mais surtout, dans cette période terne, d'un point de vue socio-politique, il leur fait étudier des textes plus ou moins censurés par le régime. C'est à cette époque qu'il rencontre Okoudjava, Vyssotski ou Vadim Chveroubovitch qui marquèrent leur génération.
En 1977, il s'installe dans un quartier à l'est du centre-ville, près de la place Baumann. son théâtre sera surnommé la « Tabakerka » (jeu de mots formé avec tabac ou tabatière) et il continue les tournées à l'étranger. Son théâtre n'avait toutefois pas encore d'existence légale. Il eut une période difficile dans les années 1980, car les autorités voyaient d'un mauvais œil ce « nouveau théâtre ».
Il continue néanmoins à jouer au Sovremennik jusqu'en 1983, quand à l'invitation d'Oleg Efremov il intègre la troupe de MkhAT. Son premier rôle sur la scène de MkhAT est celui d'Antonio Salieri dans l'adaptation d'Amadeus de Peter Shaffer.
En 1986, le ministère de la culture d'URSS ferme l'école-studio de Tabakov. Il continue toutefois, sans subvention, à assurer un enseignement et à faire jouer ses acteurs, tout en jouant lui-même ailleurs. Il découvre Vladimir Machkov, Sergueï Bezroukov, Ievgueni Mironov, etc. L'école-studio de la Tabakerka devient alors célèbre dans toute l'URSS et à l'étranger.
À partir de 2000, il se lance dans plusieurs productions cinématographiques et théâtrales, multiplie les tournées en Europe et en province. Il assume également la fonction de directeur artistique du MKhAT Anton Tchekhov, compagnie théâtrale fondée par Oleg Efremov avec une partie de la troupe de MKhAT en 1987. En 2016, son théâtre la Tabakerka situé en sous-sol, a reçu un nouveau bâtiment.
Au cinéma, il apparaît sous les traits de comte Nicolas Rostov dans Guerre et Paix sous la direction de Serge Bondartchouk en 1968. Le film tiré du roman de Léon Tolstoï remporte l'Oscar du meilleur film en langue étrangère en 1969. Il a aussi prêté sa voix à des personnages de dessins animés, comme le chat Matroskine (ru) (imaginé par Edouard Ouspenski) dans Les Trois de Prostokvachino (1978) réalisé par Vladimir Popov.
Le 18 novembre 2013, l'ambassadeur de France en Russie, Jean-Maurice Ripert, lui remet l'insigne d'Officier de l'ordre national de la Légion d’honneur.
Le 27 novembre 2017, Oleg Tabakov est hospitalisé dans le service de soins intensifs de l’hôpital Nikolaï Pirogov de Moscou. Au théâtre, son dernier spectacle L'Année quand je ne suis pas né (Год, когда я не родился) d'après la pièce de Viktor Rozov Le Nid du tétras est suspendu. Il meurt le 12 mars 2018. La cérémonie d'adieu a lieu le 15 mars 2018 sur la scène historique du Théâtre d'art de Moscou. Le président russe Vladimir Poutine a exprimé ses condoléances à la famille et aux amis de l'artiste.
Oleg Tabakov est enterré au cimetière de Novodievitchi à Moscou.

### Vie privée
Oleg Tabakov s'est marié en premières noces avec Ludmilla Krylova, dont il a un fils, Anton (1960), et une fille, Alexandra (1966).
Il épouse en secondes noces l'actrice Marina Zoudina dont il a un fils, Pavel (1995), et une fille, Maria (2006).

## Filmographie
Oleg Tabakov n'a cessé de jouer pour le cinéma depuis 1956, sans interruption. Parmi les films auxquels il a participé, on peut citer :

### Au cinéma
- 1960 : Une journée agitée (Shumnyy den, Шумный день) d'Anatoli Efros et Gueorgui Natanson : Oleg
- 1964 : Les Vivants et les Morts (Jivye i miortvye, Живые и мёртвые) d'Alexandre Stolper : lieutenant Kroutikov
- 1965 : Pont en construction (Строится мост) de  Oleg Efremov : Zaïtsev
- 1968 : Guerre et Paix (Война и мир) de Sergueï Bondartchouk : Nicolas Rostov
- 1971 : Le Bien de la République (Достояние республики) de Vladimir Bytchkov (ru) : Marc Ovtchinnikov
- 1976 : La Farce (Розыгрыш) de Vladimir Menchov : père de Komarovski
- 1977 : Partition inachevée pour piano mécanique (Неоконченная пьеса для механического пианино) de Nikita Mikhalkov
- 1977 : Transsibérien (Транссибирский экспресс) d'Eldor Ourazbaïev : Fedotov
- 1978 : D'Artagnan et les Trois Mousquetaires (Д'Артаньян и три мушкетёра)
- 1979 : Moscou ne croit pas aux larmes de Vladimir Menchov, (Москва слезам не верит) - Oscar du meilleur film en langue étrangère
- 1981 : Quelques jours de la vie d'Oblomov (Несколько дней из жизни Обломова) de Nikita Mikhalkov
- 1982 : Vols entre rêve et réalité (Полёты во сне и наяву) de Roman Balaïan : Nikolaï Pavlovich
- 1986 : Les Yeux noirs (Очи чёрные) de Nikita Mikhalkov
- 1987 : L'Homme du boulevard des Capucines d'Alla Sourikova, (Человек с бульвара Капуцинок)
- 1990 : La Chasse royale (Царская охота) de Vitali Melnikov : Alexandre Golitzine
- 1995 : Chirli-Myrli (Ширли-мырли) de Vladimir Menchov : Soukhodrichev
- 1997 : Trois Histoires
- 2005  : Le Conseiller d'État (Статский советник) de Filipp Iankovski : , d'après le roman de Boris Akounine : Vladimir Dolgoroutski
- 2006 - Rokonok d'István Szabó
- 2012 : L'Éternel Retour (Вечное возвращение) de Kira Mouratova :

### À la télévision
- 1973 : Dix-sept Moments de printemps (Семнадцать мгновений весны) de Tatiana Lioznova (mini-série télévisée) : Walter Schellenberg
- 1975 : La Peau de chagrin (Шагреневая кожа) de Pavel Reznikov : Raphaël de Valentin
- 1976 : Les Douze Chaises (Двенадцать стульев) de Mark Zakharov (série télévisée)
- 1978 : D'Artagnan et les Trois Mousquetaires, téléfilm en trois épisodes de Gueorgui Jungwald-Khilkevitch : Louis XIII
- 1983 : Mary Poppins, au revoir (Мэри Поппинс, до свидания) de Leonid Kvinikhidze : Miss Andrew
- 1983 : Ali-Baba et les Quarante Voleurs (Али-Баба и сорок разбойников) d'Oleg Ryabokon : Ali-Baba

### Doublage
- 1978 : Les Trois de Prostokvachino (Трое из Простоквашино, Troye iz Prostokvachino) de Vladimir Popov : Matroskine, le chat
- 1980 : Les Vacances à Prostokvachino (Каникулы в Простоквашино, Kanikouli v Prostokvachino) de Vladimir Popov : Matroskine, le chat
- 1984 : L'Hiver à Prostokvachino (Зима в Простоквашино, Zima v Prostokvachino) de Vladimir Popov : Matroskine, le chat

## Distinctions
- Artiste du peuple de l'URSS
- Ordre du Drapeau rouge du Travail
- Ordre de l'Insigne d'honneur
- Ordre de l'Amitié des peuples
- Prix d'État de la l'URSS
- Ordre du Mérite pour la Patrie de 1re, 2e, 3e et 4e classe
- Prix d'État de la fédération de Russie
- Officier de la Légion d'honneur
- Ordre de la Croix de Terra Mariana de 3e classe : 2005 [11]